# Plomberie d'art
La plomberie d'art consiste à marteler sur une matrice une feuille de plomb ou de cuivre afin de réaliser des décors aux formes découpées.
Une application principale concerne les motifs sur les toits de monuments.